# 주한 잠비아 대사관
주한 잠비아 대사관(영어: Embassy of Zambia in Korea)은 대한민국 서울특별시 용산구 장문로 51에 위치하고 있는 잠비아 대사관이다. 현직 주한 잠비아 대사는 앤드류 반다이다.

## 역사
한때 조선민주주의인민공화국 단독수교국이었고 대한민국과는 오랫동안 수교하지 않았다가 냉전 이후인 1990년에 수교 관계를 맺었다. 하지만 양국 수교 이전에 1988년 서울 올림픽에 참가한 적이 있다.
잠비아 내에는 현재 대한민국 대사관이 없다. 1990년 주잠비아 대한민국 대사관을 개설하였으나 1997년 외환 위기로 1998년에 철수하였다. 철수 이후에는 주케냐 대한민국 대사관에서 겸임하였다가 현재는 주짐바브웨 대한민국 대사관이 겸임하고 있다. 잠비아도 대한민국에 대사관이 없었으나 2014년 주한 잠비아 대사관을 개설하였다.

## 주요 업무
주요 업무는 대한민국 정부와의 외교, 교섭, 투자 유치 활동, 대한민국 거주 잠비아 국민의 보호 육성, 외교 정책 홍보, 문화, 학술, 체육 협력, 여권, 입국 사증 발급 및 영사 확인 업무 등이다.

## 같이 보기
- 잠비아의 재외공관 목록
- 대한민국 주재 외국공관 목록
- 대한민국-잠비아 관계